# Палькин, Николай Егорович
Николай Егорович Палькин (3 апреля 1927 — 5 марта 2013) — советский и российский поэт. Заслуженный работник культуры РСФСР (1975).

## Биография
Николай Палькин родился в селе Большой Мелик (ныне Балашовский район Саратовской области). С 14 лет работал в авиационной мастерской, трудился там в моторном цеху.
Первое стихотворение («Переправа») опубликовал в 1941 году в газете «Большевик» (ныне «Балашовская правда»).
Окончил Центральную комсомольскую школу при ЦК ВЛКСМ в 1955 году, Балашовский педагогический институт в 1968 году. С 1958 года член Союза писателей СССР. С 1976 по 1983 год был главным редактором литературного журнала «Волга».
Николай Егорович автор нескольких десятков книг поэзии, прозы, публицистики. Он много публиковался в газетах («Полярная Правда» (г. Мурманск), многотиражка «Больше угля» (г. Караганда), «Балашовская правда», «Молодой сталинец» (впоследствии «Заря молодёжи» Саратов), «Коммунист» (Саратов)), журналах и отдельных сборниках. Среди его книг: «Поле золотое» (1957), «Куст калины» (1970), «Соловьи России» (1975), «Избранное» (1981), «О, Волга!» (1985), «Город волжской судьбы» (1990), «Созвездие Девы» (1995).
Палькин — автор около сотни песен в сотрудничестве с композиторами В. Г. Захаровым, В. С. Левашовым, Е. Летовым, С. С. Туликовым, Г. Ф. Пономаренко, Г. Д. Заволокиным и другими.
Умер 5 марта 2013 года в Саратове.

## Творчество

### Песни
- «Ах, мама, маменька»[5]
- «На тропинке лунной, запорошенной…» (музыка Евгения Анисимова)[2]
- «Ты цвети, Россия», «Соловьи России» (музыка В. С. Левашова)[2]
- «Как взять себя в руки» (музыка Григория Пономаренко)[6]
- «Ах гармонь, гармонь речистая» (музыка Евгения Анисимова)
- «Травушка-муравушка»[7]
- «Хлебом мы живем»[8]
- «У омута» (музыка Мариана Коваля)[9]
- «Про чудо-чудеса» (музыка Егора Летова)[10]
- «Зачем мы ссорились» (музыка В. С. Левашова)
- «Перепёлка» (музыка Николая Кудрина), исполняла Людмила Зыкина

## Награды и премии
- Орден Дружбы (03.12.2007)
- орден Отечественной войны 2-й степени (11.03.1985)
- орден «Знак Почёта»
- Лауреат Всероссийской литературной премии имени Тютчева (1998)[2]
- Лауреат премии Саратовской области имени Алексеева (2000)[2]

## Память

Памятник Палькину Н. Е.

- 19 декабря 2017 года в Саратове на набережной Космонавтов был открыт памятник. На нём в центре гранитной доски расположен созданный из бронзы бюст поэта, а на мраморе написаны строки его стихотворения[11]:

«Где-то там вдали

Края другие и другие реки.

Ты — моя судьба, родная Волга,

Я с тобой навеки».